# Kamienica Pretoriusa w Przeworsku
Kamienica Pretoriusa Przeworsku - kamienica znajdująca się w Przeworsku przy ul. Piłsudskiego 4 (w chwili wzniesienia obiektu ul. Krakowska 6).
Właścicielem i inicjatorem wzniesienia budynku był bogaty mieszczanin - Michał Pretorius - jedyny ewangelik w ówczesnym Przeworsku.
Obiekt ma dwie elewacje - zachodnią, trzykrotnie łamaną od strony ul. Piłsudskiego i wschodnią wzdłuż przejścia do ul. Kazimierzowskiej. Obiekt zdobi balkon z metalowymi wspornikami i balustradą. Charakterystycznym elementem ściętego fragmentu budynku jest prostokątny wykusz, oparty na ozdobnych, kamiennych wspornikach i zwieńczony szpiczastym dachem.